# HERO -逆境の闘牌-
『HERO -逆境の闘牌-』（ひろ ぎゃっきょうのとうはい）は、協力：福本伸行・漫画：前田治郎による日本の漫画作品。後にサブタイトルは『-アカギの遺志を継ぐ男-』に変更。『近代麻雀』（竹書房）にて2009年11月1日号から2021年8月号まで連載。前作『天 天和通りの快男児』の続編となるスピンオフ作品で、アカギの死に様をみて再び麻雀の世界に挑戦する井川ひろゆきを主人公として物語が進む。
単行本第16巻の帯には霜降り明星の粗品がコメントを寄せた。

## あらすじ
アカギの死から3年。アカギを慕い、共に戦った井川ひろゆきは、その遺志を継いで雀士としての人生を歩む。しかし勝利を重ねるたびに湧き上がるアカギに近づけたのかという悩みの答えを求め、天に勝負を挑む。一進一退の攻防の末、決着が着こうとしたその時、電話の着信により卓を離れた天はそのまま戻らず行方不明になる。天の行方を捜すうちに第二次東西戦の予選会場へたどり着いたひろゆきはそこで天失踪の理由と天の意思を聞き、カジノ利権を賭けた香港マフィアとの第二次東西戦への参加を決める。

## 登場人物

### 主要キャラクター
井川ひろゆき（いがわ ひろゆき）
前作『天』に引き続き、本編では主人公を務める。
『天』にてアカギ死去頃はあまり麻雀してない停滞した生活のサラリーマンだったが、3年後のこの頃は頻繁に麻雀をしていて連戦連勝の勢いの乗り出した、童顔の雰囲気が残る若作りの雰囲気もある40代のおじさん。
相手の手や卓上や周囲の謎を見抜く「神眼」と、天すら出し抜く「心眼」の持ち主。一方で甘さが弱点で、天や健に指摘されている。
対局中に失踪した天を探す中で市川と対局し、彼の残したライターから第二次東西戦にたどり着く。合格直前で岸辺の裏切りにあい予選落ちの危機を迎えるものの、命を賭けた敗者復活戦をクリアし予選を突破。一度はメンバーになることを拒否するも、健から携帯電話に残っていた留守番電話の天からのメッセージを聞き、一連の出来事や試練や裏切りなどの罠は全て天がひろゆきを試すため仕組んだことであると聞かされる。そして第二次東西戦は前回よりも危険で命を落としかねない本当に危険な勝負で、天自身もひろゆきを巻き込むべきか迷っていたこと、だから甘さのあるひろゆきに罠を仕掛けたことと僅かなヒントだけを残し、もしひろゆきがそこに辿り着けたら、それは運命でその場合自分は異存は無いから力を貸して欲しいと言うメッセージを聴き終えると、東のメンバーとなることを了承した。
第二次東西戦では東のメンバーの主力格存在であり、好判断で味方のフォローにアシストや相手のイカサマを見抜いたり、逆にイカサマを利用した策を使うなど、決勝戦まで活躍をし、東の優勝に大きく貢献した。
東西戦後に行方不明であった天から電話を受けて、天の今の状況を聞き、天に天との一徹麻雀での最終場面での自分が出した答えを言った。
天貴史（てん たかし）
前作『天』に引き続き、本編のもう1人の主人公。ひろゆきとの一徹麻雀の対局中に失踪し、天の捜索が本作におけるひろゆきの目的となっている。
第二次東西戦では交渉役を務めており、自身が人質となることで日本式ルールを承諾させた。一徹麻雀中に突如失踪したのは、交渉が大詰めを迎えたため急遽向かったとのこと。命の危険もある第二次東西戦にひろゆきを巻き込むか悩んでいたが、自身の張った罠を乗り越えてたどり着いた場合は力を貸してくれるようひろゆきにメッセージを残す。
第二次東西戦の交渉後は薬で眠らされ、見知らぬ海外に置きざりにされて目を覚ます。現地の博打で金を稼いで携帯を手に入れるとひろゆきに電話をかけて、ひろゆきから一徹麻雀の答えを聞くと、ひろゆきの心眼が自分の二重の罠を看破しておりもはやアカギの領域に達していると実感。ひろゆきが望む一徹麻雀の続きの必要は無いと答え、最後にひろゆきにひろゆきと赤木と対話に出ていた言葉の「熱い三流」を言い放ちひろゆきを感涙させた。
沢田（さわだ）
前作『天』の序盤に登場する主要人物の1人。本編では一貫して主要人物として描かれる。天を探す柳生に一時人質に取られるが、後に開放され第二次東西戦の立会人となる。
岸辺忍（きしべ しのぶ）
沢田が連れてきた若手代打ちの1人。本編ではひろゆきの相棒役を務める。第二次東西戦予選ではひろゆきの甘さを克服させる仕掛けとして、健からの指令によりひろゆきを裏切る役割を担った。
本戦では目立った事もなく一方的に蹂躙される展開で終わった。どちらかというと展開を注視する解説的な役割が目立つ。

### 東の一般予選参加者
西方京介
予選通過者。予選では唯一1回戦で10万点を突破し、敗者復活戦の問題も即座に正解するなど高い能力を持つ。東軍の主力として活躍しておりその非凡な判断力や分析力もさることながら、ひろゆきから往年のアカギに匹敵する切れ味やそれ以上の冷酷な抜き身の刃を想像させる、相手のイカサマを逆に利用する強引な荒技を使う打ち筋もする。その正体は第1次東西戦の西の大将だった原田克美の息子であり、沈没する九龍城から血判状を持ち出しており、東西戦終了後に原田に渡した。
平良学
予選通過者。タイラー2号と名付けた携帯端末で確率を計算しながら麻雀を打つ超デジタル派。麻雀を打つときはヘッドホンでアニソンを聴きながら打つ。タイラー2号を駆使した様々なデータを使っての活躍で東軍をサポートしている。東西戦終了後は念願だったアメリカ留学に向かった。
角田
東北出身の打ち手。予選1回戦でひろゆきと同卓。ひろゆきを倒して名を上げることを目論むが、特殊ルールが災いして役満をあがることができず、流れを失い敗北する。
中田翔平・大柳
北海道出身のコンビ。前作『天』でひろゆきの策によって脱落した鷲尾の弟子。
元高校球児で、かつては道大会決勝まで勝ち進んだ黄金バッテリー。その技術を利用し、卓下で牌を投げて交換するイカサマフライング・パイを駆使する。フライング・パイの内容に辿り着いたひろゆきからは、血の滲む努力によって習得した究極の奥義による神技と称されている。フライング・パイを習得してからは連戦連勝であったが、自身の噂を聞きつけた鷲尾からの大勝負を受け、鷲尾にフライング・パイの対策としてこたつでの卓による麻雀で負けたことがキッカケで鷲尾の弟子になった。
一時はひろゆき・岸辺を圧倒するも、僅かなミスからひろゆきにフライング・パイを見破られて、ひろゆきがフライング・パイの牌を途中で横取りしたことによって、役満を振り込んでしまい負ける。しかしひろゆきが岸辺の敗退を防ぐために告発しなかったため、大柳が押し上げた中田は予選を突破する。
本戦でも中田のフライング・パイの存在感は大きく、本来のパートナーの大柳が相手では無くても、柳生さらには健相手にまでフライング・パイを可能にしてくるほどで、更には卓間を通してのフライング・パイを可能にする程の牌を的確に送り付けるコントロールの精度を持っている。
東西戦終了後は2人で狩野に弟子入りしており、狩野の元でマグロ漁に励んでいる。

### 東軍メンバー
ひろゆき・岸辺は詳細は主要キャラクターを、西方・平良・中田は東の一般予選参加者を参照。
健（けん）
前作『天』に引き続き、東軍のスカウトを務める大阪の悪鬼。前回の東西戦の健闘の評価やチンピラ・ヤクザとして相当名をあげた影響で、羽振りがとかくよくブランド時計・葉巻たばこ・黄金のコート着用など成金色が強くなった。
悪鬼の異名は伊達ではなく、麻熊を翻弄したり中田のフライングパイを利用した自身が受けの一方通行によるフライングパイによる中田の14枚打ちによる超多面待ちや、12枚の自分が和了り役の時には中田の持っている牌なら全部待ちになる∞待ちなどやり出す。更には対局者だけで無く後ろで見ていた人物ですら分からなかった程の精度と早さによる、昭和の頃の裏技のドラ爆のイカサマを使って数え役満を上がって佐伯を後一歩にまで追い詰めたりなど今回の東西戦でもかなり健闘したが、佐伯のレーザービームによってフライングパイのカラクリをが見破られたこともあって敗れ一回戦で敗退となる。
狩野龍二（かのう りゅうじ）
かつて天に次ぐ東のナンバー2と評され、「東北の昇り龍」の異名を取った元代打ち。
4年前に誰にも連絡先を告げずに引退し、携帯電話も持っておらず消息は不明だった。故郷青森で漁師をしていたが、かつて代打ちの頃にふいに漏らしたある一言から天が狩野の故郷を覚えていて、電報を使って東軍へスカウト。自分の最期の代打ちの時に自身の役満を阻止した佐伯が西に加わったことを知り、代打ちへと復帰し東軍に加わる。代打ちとして活動していた理由は、娘の病気の肝機能障害の治療のためにアメリカで生体肝移植手術を受けさせるのに必要な莫大な治療費を稼ぐためであり、自身がドナーとしての生体肝移植を行ったため、現在は後遺症を防ぐために定期的に薬を飲まなければいけない、危険な状態である。引退の理由も代打ちを続けていた場合命の保証がないから、ケジメをつけるためであった。
東西戦の2回戦の手役取り蟻地獄の途中で薬を西側に奪われ、徐々に体調が悪くなっていき、予備の薬も取りにいけない危険な状態となる。
体調の悪化が激化した2回戦の後半の手役取り蟻地獄REVERSE SIDEでは、佐伯の「鷹の目」のカラクリを解くとともに、自分の身体の限界が来たことを悟りひろゆきの手役のサポートに回り、最後はひろゆきの清老頭・四槓子のW役満による自身を含めた佐伯・四宮の三人トビに成功し、REVERSE SIDEの幕引きに成功させた。その後意識不明の非常に危険な状態となり東側のヘリコプターもこない状況の中、一刻を争う状況だと分かった佐伯から西側のヘリコプターに乗るよう提案される。
西側のヘリコプターに乗っていた佐伯・四宮・朝熊からは、身体を壊したらギャンブラーとしてはお終いだが、狩野は背負うものが多すぎて、自分達と違って帰る場所があることなどを言われ、佐伯から狩野は裏麻雀界の至宝であり、天に次ぐNo.2と呼ばれま狩野に勝てなかった自分たちが天と並んで四天王と呼ばれることはおこがましいとことだと言われた。
搬送後は即座に緊急入院したが、のちに無事に息を吹き返し、弟子になった中田と大柳と共に以前のマグロ漁の漁師としての生活に戻った。
柳生清麿（やぎゅう キヨマロ）
暴力団組織・関西王嵐会、会長補佐。褐色肌と強面が特徴のハーフ。巨大なハンマーを常に携帯している。
母親が名付けた自分の名前にプライドがあり、それを笑った者には「ハンマーチャンス!」と言ってハンマーで制裁を加える。
関西を無視したまま、東京カジノ利権をかけて第二次東西戦が進むことを阻止するために天を探し出そうとし、一時沢田を拉致するが、猪原都知事の相談し用意した裏社会のルートが西日本を代表する大物であり、清麿曰くさすがに自分でもその人物には逆らえないと、ひろゆき達に言っている。だがその人物が、関西を無視したままという状況に納得の行かない清麿の気持ちも汲み、その人物の尽力によって東軍メンバーに加わることで沢田も解放し、東軍の一員となる。後にその大物が原田であることが明らかになった。
かつては高校で野球をやっており両投両打のプロからも視察が来た高校球児で、中田と組みフライング・パイを復活させる。青柳と3年間かけて習得したフライング・パイを中田のアドバイスもあって、僅か1日で完璧な精度で覚えたことから中田からは天才と言われた。
指でコインを曲げることができる程の握力を持ち、天を探す時に地面をハンマーで叩きつけまくったり、東西戦でもハンマー持ってきていて李との対決で李のイカサマを指につけた指輪によるハンマーで粉砕しようとして卓を玉砕して失格になるなど、破壊的な面も強い。

### 西軍メンバー
大湾（ダーワン）
本作の黒幕。マカオのカジノ「湾グループ」の総帥。その正体は、かつてアカギに敗北した藤沢組の代打ち・浦部。
アカギに敗北後、藤沢組を追放されて香港に渡り、九龍城における闇賭博・ロシアンルーレットで敗北・死亡するも、落雷がこめかみに嵌った銃弾に直撃したショックで奇跡的に復活する。その後、あらゆるギャンブルで無敗を誇り、その資金を元手に「湾グループ」を設立。アカギとの再戦を望むも、アカギが故人となっていることを知り絶望し、アカギの意思を継ぐひろゆきに標的を変えて彼と対局する。
湾凰（ワンフェン）
カジノ王。西軍の中心的人物。弱者をいたぶることが好きで、医術の心得もあるためか医術用の大針を武器にする残虐な性格の持ち主。
大湾の実の息子で、やはりアカギに恨みがあり、アカギ死去で直接対決できない事に対してアカギを散々侮辱しひろゆきに敵愾心を燃やさせた人物。
佐伯（さえき）
現役最強と言われる横浜出身の新四天王の1人。狩野の引退試合で狩野の役満を阻止して和がったことで名を上げた。人間の無意識に起こる僅かな"挙動"である"癖"を読むことで相手の聴牌を読み、更に心理学や医学を徹底して研究することで読みの精度を更に上げることで、百発百中の聴牌読みである「鷹の目」『レーザービーム』・攻撃的な相手の隙をついたダマテン「ステルス攻撃」を可能としている。
二回戦後半の手役取り蟻地獄REVERSE SIDEで、自身の「鷹の目」のカラクリを狩野に見破られそれを攻略して負けた時には、帰ろうとヘリコプターに乗る時に東側のヘリコプターが来てなかったので、狩野を助けるために狩野を西側のヘリコプターに乗せるよう言う。ヘリコプターの中で狩野に勝てなかった自分たちが天と並んで新四天王とよばれるのはおこがましいことであり、赤木と麻雀を打ってみたかったという胸の内を語った。
四宮（しのみや）
京都出身の新四天王の1人。ブー麻雀仕込みのスピード・戦略重視の打ち手。相手の打牌と進行具合を把握し、その一手先を行く間合いの取り方は居合い抜きの達人に例えられ、「ソードマスター」の異名を持つ。
麻熊（あさぐま）
博多出身の新四天王の1人。「マグマ」の異名を持ち、徐々に打点が上がるその和了は噴火に例えられる。
張（チャン）
事故の後遺症で目覚めぬ西軍大将、王湾の代打ち。黄のように存在感なさげに見えるが三回戦まで進出してしまう意外な実力者。
決勝には東西線の途中で眼を醒ました王湾が登場する。
陳（チン）
風水盤を持ち、戦況を見極め卓上の点棒をコントロールする男。
その技術の正体は風水によるガン牌であり、三回戦でひろゆきが仕掛けた挙動による自身の挙動の矛盾を見破られてひろゆきによって逆襲を受けて、ハコ下一番手となり早々と失格になる。
李（リー）
元雑技団員。異様な手の長さとしなやかな関節、抜群の素早さと正確さに加え、吸着性を帯びた手指を持つことからキリーク（千の手を持つ男）と呼ばれており、頭にはキリークの梵字を入れている。
その手を生かしたすり替えを得意とするが、その正確性と自分自身にさえ死角となる巨大な手を逆に突かれてひろゆきに敗北するも、二回戦には辛うじて進出。
その二回戦で柳生に即発されてイカサマ技を連発しすぎて大湾が考えていた上がり役の構築等の戦術を台無しにし、更に西側のもう一つのイカサマを言おうとしたがために、大湾の逆鱗に触れ手に針を突き刺され、更に顔を瓶で殴られて粛清されてしまい強制失格扱いとなった。
黄（コウ）
西軍の一員。

### その他の人物
荒木（あらき）
沢田が連れてきた若手代打ちの1人。柳生清麿の名前を笑ったことで清麿から「ハンマーチャンス」の制裁を受け、右手に重傷を負う。
市川（いちかわ）
『アカギ』の登場人物の1人。沢田を探すひろゆきを情報をエサに誘き寄せ、一時的に盲目になる薬を使用させて対等な条件での闘牌を強要する。当初はひろゆきを圧倒し、点棒の山を築くが最終的には敗れる。アカギと戦ったのが1958年、それから44年後のことでもあり、偽者である可能性が言及される。しかし、持病の発作で倒れる瞬間の発言から、ひろゆきは本物の市川であると推測している。第二次東西戦、東の一般予選へ繋がるライターを残す。
川尻（かわじり）
御曹司。典型的な「金持ちのボンボン」であり、それゆえ「貧乏人」と「オヤジ」を見下す傲慢な性格。麻雀ではその性格が災いしてひろゆきに敗北。
猪原慎ノ介（いのはら しんのすけ）
東京都知事。公営カジノ構想を進める。
設立した銀行の損失を補填するために不正融資を受けたことで香港マフィアから強請られ、カジノ利権を奪われそうになるが、裏ルートを使った交渉でマカオと東京のカジノ利権同士を賭けた第二次麻雀東西対決に持ち込んだ。

## 特殊麻雀
24時間耐久麻雀
24時間延々と打ち合う。特殊ルールはない。
盲目麻雀
特殊ルールはないが、ひろゆきが市川と同じ条件になるよう、一時的に視力を失う注射を打たれる。
当初は注射の効果はないが、徐々に効果が現れ、中盤以降はひろゆきの視界がほとんどなくなっている。
追い剥ぎ麻雀
オーバー・ザ・999（スリーナイン）
第二次東西戦、東の予選種目。
1人25000点で開始し、半荘終了時に99900点超え（10万点以上）の点棒を持っていれば予選通過（先着4名まで）。
オカウマなし、ノーテン罰符なしで、半荘終了時に25000点の原点を下回っていた場合は足切りとなる。
持ち点は純粋に点棒のみを指し、相手を飛ばしても自身の点は相手の持ち点までしか増えない。
トップ取り蟻地獄
東8人西8人の合計16人の選手が、一回戦では4つの卓に分かれてそれぞれ半荘を進める。
半荘終了後、16人中得点上位4人が勝ち抜け。
残った12人は二回戦を行い、以下同様に最終の三回戦まで繰り返す。
最後まで負け残った4人が脱落。
手役取り蟻地獄表側
東5人西7人で合計12人の選手が戦う二回戦の特殊ルール。
39個の手役をそれぞれ先に和了った陣営が独占する事ができ、陣営が独占した役は何度でも和了れるが、もう一方の陣営はその役を和了ることができず、他の役で和了した際に含まれても役としてカウントされない。ドラは手役ではないので両陣営ともにカウントされるが、裏ドラは立直を役として取った陣営にのみ認められる。
持ち点は15000点。1人2局単位で交代して回し打ち方式。対局前に陣営側の打順を決めて、一局終了ごとに番号順に入れ替えて打っていきハコ割れしたものから脱落。ハコ割れした時にはマイナスとなった分の持ち点も和了った人物に加算される。
4人脱落して残った8人が勝ち抜け。
手役取り蟻地獄REVERSE SIDE。
三回戦の特殊ルール。
39個の手役の内、誰かが一度和了った時に使われた役は、それ以降の局では役として認められなくなり、それらの手役のみでは和了れない。
選手は二回戦終了時の点棒状態のままスタートして、ハコ割れしたものから脱落し、残った4人が決勝戦に進出する。
ノーテン罰符はあり。
放銃無限地獄
決勝戦の特殊ルール。
放銃するとどくろマークの放銃札が卓につく。放銃札を持っている者が再度放縦した場合は倍払いとなり、放銃札が追加され、以後4倍、8倍と、放銃するたびに点数の支払いが倍になる。
半荘6回戦の合計スコアで競い、トビは無し。ウマあり。

## 書誌情報
- 協力：福本伸行・漫画：前田治郎 『HERO』[注釈 1] 竹書房〈近代麻雀コミックス〉、全18巻
  1. 2010年6月11日発売[4][5]、6月25日初版発行 ISBN 978-4-8124-7288-0
  2. 2011年2月26日発売[6]、3月12日初版発行 ISBN 978-4-8124-7516-4
  3. 2011年7月27日発売[7][8]、8月10日初版発行 ISBN 978-4-8124-7643-7
  4. 2012年6月27日発売[9]、7月11日初版発行 ISBN 978-4-8124-7916-2
  5. 2013年1月26日発売[10]、2月9日初版発行 ISBN 978-4-8124-8093-9
  6. 2013年12月10日発売[11][12]、ISBN 978-4-8124-8471-5
  7. 2014年7月28日発売[13]、ISBN 978-4-8124-8745-7
  8. 2015年7月31日発売[14]、ISBN 978-4-8019-5319-2
  9. 2016年5月16日発売[15]、ISBN 978-4-8019-5520-2
  10. 2016年12月15日発売[16]、ISBN 978-4-8019-5705-3
  11. 2017年11月1日発売[17]、ISBN 978-4-8019-6095-4
  12. 2018年6月27日発売[18]、ISBN 978-4-8019-6309-2
  13. 2018年10月15日発売[19]、ISBN 978-4-8019-6408-2
  14. 2019年5月1日発売[20]、ISBN 978-4-8019-6602-4
  15. 2019年12月6日発売[21]、ISBN 978-4-8019-6823-3
  16. 2020年7月1日発売[2][22]、ISBN 978-4-8019-7028-1
  17. 2021年4月1日発売[23]、ISBN 978-4-8019-7265-0
  18. 2021年11月1日発売[24]、ISBN 978-4-8019-7481-4